# Miroslav Koranda
Miroslav Koranda (ur. 6 listopada 1934 w Pradze, zm. 6 października 2008 tamże) – czeski wioślarz (sternik) reprezentujący Czechosłowację, złoty medalista olimpijski.
Wystąpił na igrzyskach olimpijskich w Helsinkach w 1952 roku, gdzie osada Czechosłowacji w składzie: Karel Mejta, Jiří Havlis, Jan Jindra, Stanislav Lusk i Miroslav Koranda (sternik) zdobyła złoty medal w czwórkach ze sternikiem. W finale o 3,1 sekundy pokonali Szwajcarię, a o 3,6 sekundy wyprzedzili osadę USA. Na rozgrywanych cztery lata później igrzyskach olimpijskich w Melbourne startował w ósemkach, odpadając w ósemkach. 
W czwórkach ze sternikiem zdobył też złoto na mistrzostwach Europy w Kopenhadze (1953). Ponadto wywalczył dwa medale w ósemkach: złoto na mistrzostwach Europy w Bledzie (1956) i brąz na mistrzostwach Europy w Duisburgu (1957).